# Venerio de Milán
San Venerio de Milán (f. 409) fue un religioso de Milán. Ordenado diácono por San Ambrosio, que se convirtió en obispo de la ciudad sobre el 400.

## Biografía
Según los catálogos de la iglesia, san Venerio figura como el decimotercer obispo de Milán y sucedió en el cargo a su predecesor, san Simplicio en el verano del año 400. Anteriormente era diácono de la misma iglesia y había sido colaborador de san Ambrosio y uno de los que propusieron a san Simplicio para suceder al gran doctor de la Iglesia.
Entre otros datos que se conocen del santo son el ofrecimiento del papa Anastasio I para que velara por la recta doctrina en la zona de la Lombardía ante la amenaza de las enseñanzas de Orígenes. También atendió la demanada de los obispos africanos del concilio provincial de Cartago del año 401 pidiéndole que les enviase algunos clérigos. Entre ellos fue el diácono Paulino, el que, a petición de san Agustín, escribió la vida de san Ambrosio. Cuando san Juan Crisóstomo fue injustamente depuesto en 404, se dirigió entre otros al obispo de Milán en demanda de defensa. Venerio respondió con caridad al santo perseguido.